# Baganda

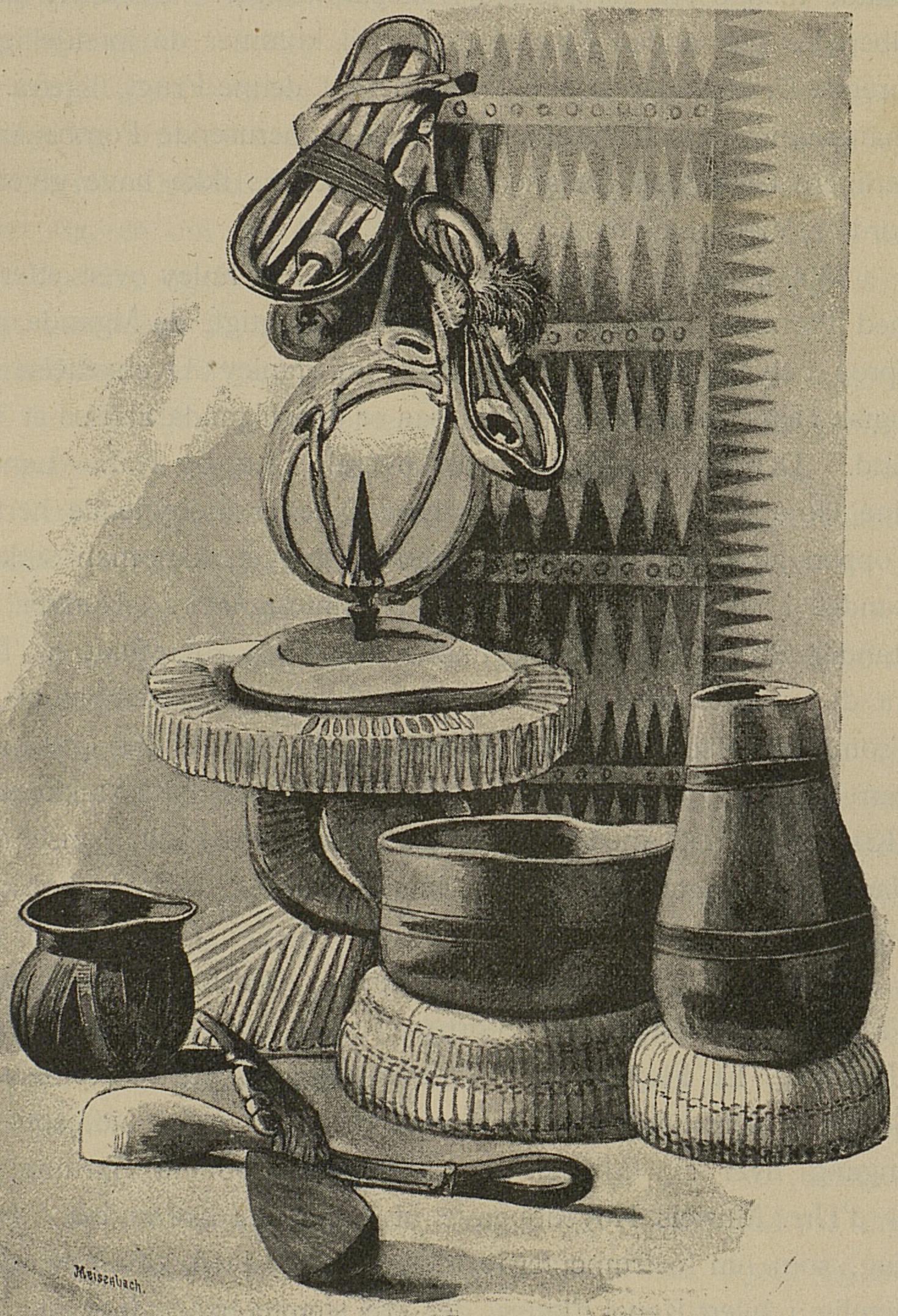
„Gerätschaften der Waganda“, aus: Die deutsche Emin-Pascha-Expedition, um 1891

Die Baganda, auch Ganda oder Waganda, (Singular Muganda) sind ein afrikanisches Volk. Sie gehören den Ostbantu an und leben vor allem im Bereich des Victoriasees. Vom Stammesnamen der Ganda leitet sich der Name des britischen Protektorates und späteren Staates Uganda ab.
Die Sprache der Baganda ist das Luganda. Sie gehört zu den Bantusprachen innerhalb der Sprachfamilie der Niger-Kongo-Sprachen. Ab dem 16. Jahrhundert waren die Baganda die Begründer eines der größten Hima-Reiche in Ostafrika, des Königreichs Buganda. Nach einer Unterbrechung von mehreren Jahrzehnten gibt es heute wieder einen Kabaka (König), nämlich Ronald Muwenda Mutebi II.
Die meisten Ganda sind heute Christen, halb so viele sind Muslime. Eine sehr kleine Minderheit folgt traditionellen afrikanischen Religionen.

## Gesellschaft und Kultur
In Uganda lebten 1991 nach dem Ergebnis der Volkszählung 3.015.980 (18,76 % der Ugander) und 2002 bei der Volkszählung 4.126.370 (17,28 %) Baganda. Südlich der ugandisch-tansanischen Grenze leben auf dem Gebiet von Tansania noch mehr als 10.000 Baganda.
Nach der Ursprungslegende stammen die Baganda von einem Urahn namens Kintu ab, der historisch vielleicht mit einer Einwanderungswelle um das 15. Jahrhundert zu tun hat, als sich die ugandischen Königreiche bildeten. In der Tradition der Baganda wird ein erster mythischer König Kintu erwähnt, der vielleicht mit einer Einwanderung im 14./15. Jahrhundert in Verbindung steht. Im Lauf der Zeit bildeten die Einwanderer 38 Clans unter der Herrschaft eines Kabaka. Von den traditionellen Palastanlagen (Lubiri) bei Kampala ist nichts mehr erhalten. Einen Eindruck vom höfischen Leben Mitte des 19. Jahrhunderts vermitteln die Beschreibungen und Zeichnungen des britischen Afrikaforschers John Hanning Speke und die erhaltenen Grabstätten Kasubi Tombs der Könige außerhalb der Stadt.
Der höfische Tagesablauf war von zahlreichen Zeremonien geprägt, zu denen Musikdarbietungen gehörten. Die Hofmusiker wurden nach festen Regeln aus den führenden Clans ausgewählt. Die Angesehensten unter ihnen lebten auf dem Palastgelände. Im Zentrum der kultischen Verehrung standen die königlichen Trommeln, zu denen seit dem 18. Jahrhundert der Trommelsatz entenga gehörte. Ähnlich bedeutend waren Trompeten (quer geblasene Kalebassentrompeten amakondere). Ausschließlich zur Palastmusik gehörte auch das Xylophon akadinda. Der Spieler der Bogenharfe ennanga unterhielt den Kabaka mit mythischen Erzählungen und Schilderungen aus dem Alltag. Mit der Machtübernahme des autokratisch regierenden Präsidenten Milton Obote 1966 wurden die ugandischen Königtümer aufgelöst und die höfische Kultur war damit beendet.
Traditionellerweise leben die Ganda von der Landwirtschaft. Sie bauen Lebensmittel (Süßkartoffeln, Maniok, Mais, Erdnüsse, Bananen etc.) für den Eigengebrauch an. Für die Märkte im In- und Ausland werden Kaffee, Tabak und Tee angebaut.
Die Bindungsforscherin Mary Ainsworth führte von 1954 bis 1955 als Senior Research Fellow am Makrere College in Kampala ein Feldforschungsprojekt über die vorbildlichen Mutter-Kind-Beziehungen bei den Ganda durch, das sie in ihrem Buch Infancy in Uganda beschrieb.